# Andrei Tîrcoveanu
Andrei Costin Tîrcoveanu (Bucarest, 22 maggio 1997) è un calciatore rumeno, centrocampista del Şamaxı.

## Caratteristiche tecniche
È un centrocampista centrale.

## Carriera
Cresciuto nel settore giovanile della Dinamo Bucarest, debutta in prima squadra il 21 maggio 2014 in occasione dell'incontro di Liga I vinto 2-1 contro il Botoșani; nel club della capitale trova poco spazio negli anni a venire, durante i quali viene ceduto per due volte in prestito al Gaz Metan Mediaș, dove realizza anche la sua prima rete in carriera nel corso della stagione 2015-2016. Nel 2018 passa al Viitorul Costanza con cui nell'arco di otto mesi vince coppa e supercoppa nazionale senza però essere impiegato con continuità. Dopo una stagione in prestito al Concordia Chiajna, nel mercato estivo del 2020 passa a titolo definitivo al Botoșani.

## Statistiche
Statistiche aggiornate al 19 febbraio 2021.

### Presenze e reti nei club
| Stagione        | Squadra           | Campionato      | Campionato | Campionato | Coppe nazionali | Coppe nazionali | Coppe nazionali | Coppe continentali | Coppe continentali | Coppe continentali | Altre coppe | Altre coppe | Altre coppe | Totale | Totale | Totale |
| Stagione        | Squadra           | Comp            | Pres       | Reti       | Comp            | Pres            | Reti            | Comp               | Pres               | Reti               | Comp        | Pres        | Reti        | Pres   | Reti   |        |
| --------------- | ----------------- | --------------- | ---------- | ---------- | --------------- | --------------- | --------------- | ------------------ | ------------------ | ------------------ | ----------- | ----------- | ----------- | ------ | ------ | ------ |
| 2013-2014       | Dinamo Bucarest   | L1              | 1          | 0          | CR              | 0               | 0               |                    | -                  | -                  |             | -           | -           | 1      | 0      |        |
| 2014-2015       | Dinamo Bucarest   | L1              | 0          | 0          | CR+CdL          | 0               | 0               |                    | -                  | -                  |             | -           | -           | 0      | 0      |        |
| 2015-gen. 2016  | Dinamo Bucarest   | L1              | 3          | 0          | CR+CdL          | 1+0             | 0               |                    | -                  | -                  |             | -           | -           | 4      | 0      |        |
| gen.-giu. 2016  | Gaz Metan Mediaș  | L2              | 11         | 1          | CR+CdL          | 0               | 0               |                    | -                  | -                  |             | -           | -           | 11     | 1      |        |
| 2016-2017       | Dinamo Bucarest   | L1              | 1          | 0          | CR+CdL          | 2+1             | 0+1             |                    | -                  | -                  |             | -           | -           | 4      | 1      |        |
| 2017-2018       | Gaz Metan Mediaș  | L1              | 25         | 0          | CR              | 3               | 0               |                    | -                  | -                  |             | -           | -           | 28     | 0      |        |
| 2018-gen. 2019  | Dinamo Bucarest   | L1              | 1          | 0          | CR              | 0               | 0               |                    | -                  | -                  |             | -           | -           | 1      | 0      |        |
| gen.-giu. 2019  | Viitorul Costanza | L1              | 4          | 0          | CR              | 1               | 0               |                    | -                  | -                  |             | -           | -           | 5      | 0      |        |
| sett. 2019      | Viitorul Costanza | L1              | 2          | 0          | CR              | 0               | 0               |                    | -                  | -                  | SR          | 0           | 0           | 2      | 0      |        |
| 2019-2020       | Concordia Chiajna | L2              | 9          | 1          | CR              | 1               | 0               |                    | -                  | -                  |             | -           | -           | 10     | 1      |        |
| 2020-2021       | Botoșani          | L1              | 13         | 1          | CR              | 1               | 0               |                    | -                  | -                  |             | -           | -           | 14     | 1      |        |
| Totale carriera | Totale carriera   | Totale carriera | 70         | 3          |                 | 10              | 2               |                    | -                  | -                  |             | 0           | 0           | 80     | 5      |        |

## Palmarès

### Competizioni nazionali
- Coppa di Lega rumena: 1

Dinamo Bucarest: 2016-2017
- Coppa di Romania: 1

Viitorul Costanza: 2018-2019
- Supercoppa di Romania: 1

Viitorul Costanza: 2019